# تبثر التهاب الإصبع القاصي
تقرح أو تنفط أو تبثر التهاب الإصبع القاصي (بالإنجليزية: Blistering distal dactylitis)‏ هو حالة جلدية تمتاز بفقاعات سطحية متوترة على أساس حمامي حساس فوق الوسادة الدهنية الراحية لسلامى إصبع أو إبهام.:262